# Alain Ayissi
Alain Ayissi (nascido em 15 de abril de 1962) é um ex-ciclista olímpico camaronês. Ayissi representou o seu país durante os Jogos Olímpicos de Verão de 1984, em Los Angeles.